# 克拉斯諾頓 (市級鎮)
48°18′39″N 39°33′52″E / 48.31083°N 39.56444°E
克拉斯諾頓（羅馬化：Krasnodon），乌克兰当局称为泰普萊（烏克蘭語：Тепле），法理上是烏克蘭東部盧甘斯克州多夫然斯克区索羅基內市鎮的鎮。該鎮始建於1910年，面積4.70平方公里，海拔高度171米，2011年人口5,398，人口密度每平方公里1,148.51人。
2016年乌克兰宣布改名为“泰普萊”，但此次改名未受到实际占领此地的卢甘斯克人民共和国的承认。